# Oltețani
Oltețani – wieś w Rumunii, w okręgu Vâlcea, w gminie Laloșu. W 2011 roku liczyła 248 mieszkańców.